# Reobază
Reobaza, (pragul de excitabilitate, intensitatea prag), reprezintă intensitatea minimă necesară unui stimul pentru a produce un influx nervos. Stimulii cu intensitate inferioară pragului (subliminari), nu produc influx nervos. Stimulii cu intensitate superioară pragului (supraliminari) nu produc un potențial de acțiune de amplitudine mai mare, ci au același efect ca și cei cu intensitatea prag.